# Jaime Angulo Bossa
Jaime Angulo Bossa (Cartagena de Indias, 6 de mayo de 1924-Cartagena de Indias, 22 de enero de 2012) fue un político, escritor y profesor universitario colombiano.
Se desempeñó como el primer presidente del Consejo Nacional Electoral de Colombia a partir de 1991.

## Estudios
Estudió Derecho en la Universidad de Cartagena.

## Obras
- Anti-paridad y anti-hegemonía (Posiciones liberales frente a la crisis constitucional colombiana): Conferencia leída en el Teatro Heredia de Cartagena, el viernes 10 de junio de este año, 1960.
- Mi encuentro con la constitución, 1986.
- Izquierda, poder constituyente y constitución: diálogos, 1990.
- Gestación del constitucionalismo colombiano: (1781-1991, doscientos diez años durante los cuales se cumplieron los períodos antiestatucionalista y preconstitucionalista y se inició el constitucionalista de nuestro proceso constituyente), 1992.
- El preámbulo de la constitución nacional: introducción al conocimiento de la conciencia constitucional, 2002.
- 581 años de rebeldía: 1799-1924; 1984-2005, 2006.
- Cuando yo digo izquierda(s): ensayo sobre la izquierda, su connotación semántica, mitológica y religiosa : su valor filosófico, humanístico, científico, dialéctico, ideológico y político, y su esencialidad democrática. Y sobre las "izquierdas", suma de sus mátices, 2009.